# Communauté de communes Entr'Allier Besbre et Loire
La communauté de communes Entr'Allier Besbre et Loire est une communauté de communes française, située dans le département de l'Allier en région Auvergne-Rhône-Alpes.

## Historique
Le schéma départemental de coopération intercommunale (SDCI) de l'Allier, dévoilé en octobre 2015, proposait la fusion des communautés de communes Le Donjon - Val Libre et Val de Besbre - Sologne Bourbonnaise. De son côté, la communauté de communes Varennes-Forterre devait fusionner avec celle du Pays de Lapalisse. Ce schéma est confirmé en mars 2016.
Le 11 mai 2016, la commission départementale de coopération intercommunale approuve l'élargissement du projet de fusion entre les communautés de communes Val de Besbre - Sologne Bourbonnaise et du Donjon à Varennes-Forterre ; celle de Lapalisse reste en l'état.
La fusion de ces trois communautés de communes est prononcée par l'arrêté préfectoral no 3221/2016 du 8 décembre 2016 qui a pris effet le 1er janvier 2017 . Seules trois communes (Beaulon, Montoldre et Saint-Léger-sur-Vouzance) se sont prononcées contre cette fusion. La structure intercommunale prend le nom de « Entr'Allier Besbre et Loire ».

## Territoire communautaire

### Géographie
La communauté de communes Entr'Allier Besbre et Loire est située à l'est du département de l'Allier. Il s'énd sur 1090 km².
Le territoire communautaire est structuré autour de trois pôles : Varennes-sur-Allier à l’ouest, Dompierre-sur-Besbre au nord et Le Donjon au sud, et est desservi par la Route Centre Europe Atlantique (Mâcon-Moulins) et la route nationale 7.
Dix zone d'activités sont implantées sur le territoire communautaire, qui compte en 2023 2 158 entreprises artisanales, commerciales ou industrielles,  1 100 exploitations agricoles et 7 113 emplois.

### Composition
En 2025, la communauté de communes est composée des 44 communes suivantes :

| Nom                         | Code Insee | Gentilé          | Superficie (km2) | Population (dernière pop. légale) | Densité (hab./km2) |
| --------------------------- | ---------- | ---------------- | ---------------- | --------------------------------- | ------------------ |
| Varennes-sur-Allier (siège) | 03298      | Varennois        | 24,1             | 3 588 (2022)                      | 149                |
| Avrilly                     | 03014      | Avrilliens       | 11,48            | 137 (2022)                        | 12                 |
| Beaulon                     | 03019      | Beaulonnais      | 63,98            | 1 640 (2022)                      | 26                 |
| Boucé                       | 03034      | Boucéens         | 21,68            | 499 (2022)                        | 23                 |
| Le Bouchaud                 | 03035      |                  | 22,55            | 193 (2022)                        | 8,6                |
| Châtelperron                | 03067      | Châtelperronais  | 20,8             | 132 (2022)                        | 6,3                |
| Chavroches                  | 03071      | Chavrochois      | 9,95             | 262 (2022)                        | 26                 |
| Cindré                      | 03079      | Cindréens        | 22,63            | 282 (2022)                        | 12                 |
| Créchy                      | 03091      | Créchyssois      | 11,61            | 430 (2022)                        | 37                 |
| Diou                        | 03100      | Divins           | 24,89            | 1 354 (2022)                      | 54                 |
| Dompierre-sur-Besbre        | 03102      | Dompierrois      | 45,63            | 2 970 (2022)                      | 65                 |
| Le Donjon                   | 03103      | Donjonnais       | 37,02            | 1 011 (2022)                      | 27                 |
| Jaligny-sur-Besbre          | 03132      | Jalignois        | 9,63             | 556 (2022)                        | 58                 |
| Langy                       | 03137      |                  | 7,36             | 274 (2022)                        | 37                 |
| Lenax                       | 03142      | Lenaxois         | 28,25            | 250 (2022)                        | 8,8                |
| Liernolles                  | 03144      | Liernollais      | 37,31            | 199 (2022)                        | 5,3                |
| Loddes                      | 03147      | Loddois          | 23,49            | 167 (2022)                        | 7,1                |
| Luneau                      | 03154      | Lunettois        | 27,27            | 269 (2022)                        | 9,9                |
| Mercy                       | 03171      | Mercycois        | 28,8             | 244 (2022)                        | 8,5                |
| Monétay-sur-Loire           | 03177      |                  | 31,26            | 249 (2022)                        | 8                  |
| Montaigu-le-Blin            | 03179      | Montacutins      | 12,96            | 301 (2022)                        | 23                 |
| Montaiguët-en-Forez         | 03178      |                  | 22,49            | 285 (2022)                        | 13                 |
| Montcombroux-les-Mines      | 03181      | Montcombrouxois  | 23,42            | 295 (2022)                        | 13                 |
| Montoldre                   | 03187      | Montoldrois      | 18,9             | 602 (2022)                        | 32                 |
| Neuilly-en-Donjon           | 03196      | Neuillyssois     | 25,02            | 198 (2022)                        | 7,9                |
| Pierrefitte-sur-Loire       | 03207      | Pierrefittois    | 25,36            | 509 (2022)                        | 20                 |
| Le Pin                      | 03208      | Pinois           | 21,78            | 431 (2022)                        | 20                 |
| Rongères                    | 03215      | Rongérois        | 8,95             | 552 (2022)                        | 62                 |
| Saint-Didier-en-Donjon      | 03226      | Didierois        | 32,92            | 245 (2022)                        | 7,4                |
| Saint-Félix                 | 03232      | Saint-Féliciens  | 5,2              | 285 (2022)                        | 55                 |
| Saint-Gérand-de-Vaux        | 03234      | Saint-Gérandais  | 40,08            | 395 (2022)                        | 9,9                |
| Saint-Gérand-le-Puy         | 03235      | Saint-Gérandais  | 19,55            | 956 (2022)                        | 49                 |
| Saint-Léger-sur-Vouzance    | 03239      | Léodégariens     | 18,18            | 259 (2022)                        | 14                 |
| Saint-Léon                  | 03240      | Saint-Léonnais   | 33,62            | 533 (2022)                        | 16                 |
| Saint-Pourçain-sur-Besbre   | 03253      | Saint-Pourcinois | 32,99            | 368 (2022)                        | 11                 |
| Saint-Voir                  | 03263      | Saint-Voiriens   | 25,12            | 201 (2022)                        | 8                  |
| Saligny-sur-Roudon          | 03265      | Salignois        | 57,77            | 648 (2022)                        | 11                 |
| Sanssat                     | 03266      | Sanssatois       | 8,4              | 277 (2022)                        | 33                 |
| Sorbier                     | 03274      | Sorbiérois       | 17,09            | 321 (2022)                        | 19                 |
| Thionne                     | 03284      | Thionnois        | 26,96            | 282 (2022)                        | 10                 |
| Treteau                     | 03289      | Tréteautois      | 31,28            | 517 (2022)                        | 17                 |
| Trézelles                   | 03291      | Trézellois       | 18,14            | 393 (2022)                        | 22                 |
| Varennes-sur-Tèche          | 03299      | Varennois        | 18,73            | 225 (2022)                        | 12                 |
| Vaumas                      | 03300      | Vaumasiens       | 34,88            | 538 (2022)                        | 15                 |

### Démographie
| 1968   | 1975   | 1982   | 1990   | 1999   | 2006   | 2011   | 2016   | 2022   |
| ------ | ------ | ------ | ------ | ------ | ------ | ------ | ------ | ------ |
| 34 363 | 32 558 | 30 883 | 28 990 | 26 908 | 26 168 | 25 599 | 25 151 | 24 322 |

## Administration

### Siège
Le siège de la communauté de communes est situé à Varennes-sur-Allier, 18 Rue de Vouroux.

### Élus
La communauté de communes est administrée par son conseil communautaire, composé pour le mandat 2020-2026 de 64 conseillers municipaux représentant chacune des  communes membres et répartis en fonction de leur population de la manière suivante  : 

- 8 délégués pour Varennes-sur-Allier ; 

- 4 délégués pour Beaulon ; 

- 3 délégués pour Diou ; 

- 2 délégués pour Le Donjon et Saint-Gérand-le-Puy ; 

- 1 délégué ou son suppléant pour les 38 autres communes.

Au terme des élections municipales de 2020 dans l'Allier, le conseil communautaire renouvelé a réélu en juillet 2020 son président, Roger Litaudon, maire de Varennes-sur-Allier, et élu ses neuf vice-présidents, qui sont : 
1. Fabrice Maridet, maire de Saint-Pourçain-sur-Besbre, chargé de l’administration générale, politique ressources humaines ;
2. Marie-France Augier, maire de Loddes, chargée de la petite enfance, médiathèques, politique culturelle ;
3. Christian Labille, maire de Diou, chargé des finances, suivi financier, politiques contractuelles ;
4. Alain Lognon, maire de Beaulon, chargé de l’action sociale, solidarité et insertion professionnelle, politique accueil, aire accueil gens de voyage ;
5. Alain Vernisse, maire de Trézelles,chargé des travaux, développement durable, projet de territoire, SPL ;
6. Guy Fraise, adjoint au maire de Dompierre, chargé de la communication, mutualisation, développement numérique ;
7. Gilles Berrat, maire de Varennes-sur-Tèche, chargé de l’agriculture, ruralité, déchets, écologie, politique sportive, maison France Service, MSAP ;
8. Xavier Cadoret, maire de Saint-Gérand-le-Puy, chargé du tourisme, valorisation patrimoine ;
9. Guy Labbe, maire de Le Donjon, chargé de l’aménagement du territoire, habitat, logement, rénovation énergétique, urbanisme.

Le bureau communautaire est constitué pour le mandat 2020-2026 du président, des neuf vice-présidents et de Pascal Vernisse, adjoint au maire de Dompierre-sur-Besbre, conseiller communautaitre délégué chargé de la politique santé.

### Liste des présidents
| Période                                  | Période                    | Identité       | Étiquette | Qualité |
| ---------------------------------------- | -------------------------- | -------------- | --------- | --- |
| Les données manquantes sont à compléter. |                            |                |           | |
| janvier 2017                             | En cours (au 29 mars 2025) | Roger Litaudon | DVD       | Cadre au Crédit Agricole Centre France Maire de Varennes-sur-Allier (2014 → ) Président de l'ex CC Varennes-Forterre (2014 → 2016) Canton de Saint-Pourçain-sur-Sioule (2021 → ) Vice-président du conseil départemental de l'Allier (2021 → ) Réélu pour le mandat 2020-2026 |

### Compétences
L'intercommunalité exerce les compétences qui lui ont été transférées par les communes membres, dans les conditions définies par le code général des collectivités territoriales.
Elle exerce les quatre compétences obligatoires suivantes :
- aménagement de l'espace communautaire : schémas de cohérence territoriale et de secteur ; documents d'urbanisme ;
- actions de développement économique, dont création, aménagement, entretien et gestion de zones d'activité industrielle, commerciale, tertiaire, artisanale, touristique, portuaire ou aéroportuaire ; politique locale du commerce et soutien aux activités commerciales d'intérêt communautaire ; promotion du tourisme ;
- aménagement, entretien et gestion des aires d'accueil pour les gens du voyage ;
- collecte et traitement des déchets ménagers et assimilés.

Les compétences optionnelles sont exercées sur le périmètre des trois anciennes communautés de communes :
- politique du logement et du cadre de vie (exercée par les trois anciennes communautés de communes) ;
- protection et mise en valeur de l'environnement et du cadre de vie (exercée par les communautés de communes Varennes-Forterre et Le Donjon - Val Libre) ;
- création et gestion de maison de services au public (exercée par les communautés de communes Val de Besbre - Sologne Bourbonnaise et Le Donjon - Val Libre) ;
- création, aménagement et entretien de la voirie (exercée par la communauté de communes Le Donjon - Val Libre).

Les compétences facultatives, ou supplémentaires, sont exercées sur le périmètre des trois anciennes communautés de communes.

### Régime fiscal et budget
La communauté de communes est un établissement public de coopération intercommunale à fiscalité propre.
Afin de financer l'exercice de ses compétences, l'intercommunalité perçoit la fiscalité professionnelle unique (FPU) – qui a succédé à la taxe professionnelle unique (TPU) – et assure une péréquation de ressources entre les communes résidentielles et celles dotées de zones d'activité.
Elle ne reverse pas de dotation de solidarité communautaire (DSC) à ses communes membres.
L'intercommunalité a bénéficié d'une dotation globale de fonctionnement (DGF) de 1 370 546 € en 2025, soit 55,15 €/habitant.

### Effectifs
Afin d'assurer la mise en œubre de ses compétences, l'intercommunalité emploie fin 2023 67 agents, dont 40 fonctionnaires et 29.9 % d’agents non permanents. 76,6 % des agents sont des femmes et l'âge moyen des agents est, toujours en 2023, de 44,4 ans.

## Projets
Conformément aux dispositions légales, une communauté de communes a pour objet d'associer des « communes au sein d'un espace de solidarité, en vue de l'élaboration d'un projet commun de développement et d'aménagement de l'espace ».